# Kate Devlin
Kate Devlin, née Adela Katharine Devlin est une informaticienne britannique spécialisée dans l'intelligence artificielle et l'interaction homme-machine (HCI). Elle est surtout connue pour son travail sur la sexualité humaine et la robotique et a coprésidé la convention annuelle Love and Sex With Robots en 2016 tenue à Londres et est la fondatrice du tout premier hackathon dédié au sexe tenu à 2016 à Goldsmiths, Université de Londres. Elle est maître de Conférences en Intelligence Artificielle Sociale et Culturelle au Department of Digital Humanities, King's College London (en) et est l'auteur de Turned On: Science, Sex and Robots en plus de plusieurs articles académiques. 

## Éducation
Devlin commence sa carrière universitaire en sciences humaines et a obtenu un baccalauréat spécialisé en archéologie de l'Université Queen's de Belfast en 1997. Après avoir décidé que l'archéologie présentait des perspectives d'avenir limitées, elle retourne à l'Université Queen's pour étudier l'informatique et, en 1999, elle obtient une maîtrise dans ce domaine. Elle rejoint l'Université de Bristol, où elle obtient en 2004 un doctorat en informatique.
Devlin devient maîtresse de conférences au Département d'informatique de Goldsmiths, Université de Londres et tuteur principal du département, et le 1er septembre 2018, Devlin devient maîtresse de conférences en IA sociale et culturelle dans le département des humanités numériques au Kings College de Londres.

## Carrière académique
En 2003, Devlin commence des recherches en infographie en archéologie à l'Université de Bristol, rendant des modèles informatiques 3D de sites archéologiques tels que Pompéi en veillant à rendre réaliste les effets d'éclairage causés par la couleur spectrale (en) des sources de lumière disponibles. Cela implique une archéologie expérimentale, recréant des sources lumineuses et analysant la gamme spectrale pour chaque type de bougie ou de lampe à combustible.
À partir de 2007, Devlin travaille dans le domaine de l'interaction homme-machine et de l'intelligence artificielle chez Goldsmiths, qui comprend la programmation, les graphiques et l'animation. En 2018, elle est devient maîtresse de conférences en intelligence artificielle sociale et culturelle au département des humanités numériques du King's College de Londres.
En 2015, Devlin s'est entretenue avec des diffuseurs d'informations au Royaume-Uni sur le sexisme institutionnalisé dans la recherche scientifique et le milieu universitaire après les commentaires de Sir Tim Hunt concernant les femmes scientifiques travaillant dans des laboratoires mixtes. Alors que Devlin, avec de nombreux autres commentateurs, reconnait que les commentaires étaient des « plaisanteries », elle exprime la frustration que de nombreuses femmes éprouvent avec le sexisme dans les domaines de la science, de la technologie, de l'ingénierie et des mathématiques et tweete  en plaisantant qu'elle ne peut pas présider une réunion ministérielle parce qu'elle est « trop occupée à s'évanouir et à pleurer ». Devlin parle également publiquement et écrit pour encourager plus de femmes à poursuivre des carrières technologiques,.
En 2016, Devlin copréside le Congrès international sur l'amour et le sexe avec des robots qui s'est tenu à Londres, au Royaume-Uni, une conférence annuelle tenue depuis 2014, cofondée par Adrian David Cheok (en) et David Levy, auteur du livre du même nom, Love and Sex with Robots (en),. La même année, elle crée le premier hackathon britannique sur la technologie du sexe (en), une conférence où des scientifiques, des étudiants, des universitaires et d'autres personnes de l'industrie des technologies du sexe se rencontrent pour mettre en commun des idées et construire des projets dans le domaine du sexe et de l'intimité avec des les partenaires.
En 2016, Kate Devlin apparait à plusieurs reprises dans les médias pour débattre de questions éthiques concernant les robots sexuels avec Kathleen Richardson, membre de l'éthique de la robotique à l'Université De Montfort et fondatrice de Campaign Against Sex Robots qui cherche à interdire les robots sexuels au motif qu'ils encouragent l'isolement, perpétuent l'idée de la femme comme propriété et sont déshumanisantes. Elle fait valoir que non seulement une interdiction serait irréalisable, mais que la technologie se développant, davantage de femmes doivent être impliquées pour diversifier un domaine dominé par les hommes qui créent des produits pour les hommes hétérosexuels. Elle souligne également que la technologie peut être utilisée comme thérapie, citant l'utilisation de l'intelligence artificielle pour traiter l'anxiété et son application possible pour comprendre la psychologie des délinquants sexuels.
Devlin prend souvent la parole lors de conférences et ses domaines d'intérêt scientifique incluent : les problèmes sociaux et éthiques de l'intégration de l'intelligence artificielle dans l'expérience sexuelle avec les systèmes informatiques et les robots,, les conséquences humaines et sociales de l'IA à mesure qu'elle devient plus sophistiquée, et l'amélioration des relations sexuelles humaines en s'éloignant d'une « vision masculine hétéronormative » du sexe et de l'intimité à l'aide de jouets sexuels, de robots et de logiciels informatiques,. Elle soulève des problèmes qui, selon elle, doivent être résolus à mesure que cette technologie se développe. Par exemple, ses préoccupations incluent cette interrogation :  si les robots acquièrent une conscience de soi, seront-ils en mesure de donner un consentement éclairé et auront-ils le droit de faire des choix concernant leurs propres désirs, et devraient-ils être fournis aux personnes âgées dans des établissements de soins résidentiels pour la compagnie et le sexe ?
Devlin est nommée parmi les personnes les plus influentes de Londres en 2017 selon le London Evening Standard.
En 2018, Devlin publie son livre, Turned On: Science, Sex and Robots. Le livre commence comme une recherche sur le développement technologique des robots sexuels et explore la relation entre la technologie et l'intimité. Le magazine Engineering & Technology (E&T) décrit le livre comme « une exploration créative, optimiste et ouverte d'esprit des robots sexuels », en particulier dans sa discussion sur la technologie sexuelle actuelle. Le Times le décrit comme « éclairant, plein d'esprit et écrit avec un esprit très ouvert ».

## Publications

### Livres
- (en) Anna Bentkowska-Kafel, Hugh Denard et Drew Baker, Paradata and transparency in virtual heritage, 2012 (ISBN 978-1-4094-3761-1, 1-4094-3761-2 et 1-283-38299-7, OCLC 772524276, lire en ligne)
- (en) Kate Devlin, Turned on : science, sex and robots, 2018 (ISBN 978-1-4729-5089-5, 1-4729-5089-5 et 1-4729-5086-0, OCLC 1055274087, lire en ligne)
- (en) Adrian David Cheok, Kate Devlin et David Levy, Love and sex with robots : second International Conference, LSR 2016, London, UK, December 19-20, 2016, Revised selected papers, 2017 (ISBN 978-3-319-57738-8 et 3-319-57738-7, OCLC 983835307, lire en ligne)

### Articles (sélection)
- (en) Alan Chalmers, Vali Lalioti, ACM Digital Library et SIGGRAPH, Proceedings of the 1st International Conference on Computer Graphics, Virtual Reality and Visualisation : 2001, Camps Bay, Cape Town, South Africa, November 05-07, 2001., Association for Computing Machinery, 2004 (ISBN 1-58113-446-0 et 978-1-58113-446-9, OCLC 71497114, lire en ligne)
- (en) E. Reinhard et K. Devlin, « Dynamic Range Reduction Inspired by Photoreceptor Physiology », IEEE Transactions on Visualization and Computer Graphics, vol. 11, no 01,‎ janvier 2005, p. 13–24 (ISSN 1077-2626, DOI 10.1109/TVCG.2005.9, lire en ligne, consulté le 14 mars 2021) [29]
- (en) Alice Chuter et Kate Devlin, « Current Practice in Digital Imaging in UK Archaeology », VAST: International Symposium on Virtual Reality,‎ 2006, p. 7 pages (ISSN 1811-864X, DOI 10.2312/VAST/VAST06/187-193, lire en ligne, consulté le 14 mars 2021)
- (en) Kate Devlin, Alan Chalmers et Erik Reinhard, « Visual calibration and correction for ambient illumination », ACM Transactions on Applied Perception, vol. 3, no 4,‎ octobre 2006, p. 429–452 (ISSN 1544-3558 et 1544-3965, DOI 10.1145/1190036.1190042, lire en ligne, consulté le 14 mars 2021)
- (en) Janet K. Gibbs et Kate Devlin, « Investigating Sensorimotor Contingencies in the Enactive Interface », dans Contemporary Sensorimotor Theory, vol. 15, Springer International Publishing, 2014 (ISBN 978-3-319-05106-2, DOI 10.1007/978-3-319-05107-9_13, lire en ligne), p. 189–200
- (en) Karsten Seipp et Kate Devlin, « One-Touch Pose Detection on Touchscreen Smartphones », Proceedings of the 2015 International Conference on Interactive Tabletops & Surfaces - ITS '15, ACM Press,‎ 2015, p. 51–54 (ISBN 978-1-4503-3899-8, DOI 10.1145/2817721.2817739, lire en ligne, consulté le 14 mars 2021)

### Médias
Devlin écrit pour le New Scientist, The Conversation, et a présenté une conférence TEDx intitulée Sex Robots.

## Vie privée
Devlin parle publiquement de sa vie avec un trouble bipolaire et de son épilepsie et de la façon dont le stress peut affecter sa vie universitaire et professionnelle, ainsi que de l'importance d'introduire les problèmes de santé mentale dans le débat public pour réduire la stigmatisation qui y est associée,.
Devlin est ouverte sur ses relations consensuellement non monogames et a écrit sur ses expériences de polyamour.
Elle s'intéresse également à l'histoire de la vie d'Adela Breton (en), l' archéologue et exploratrice victorienne, et contribué à l'exposition Raising Horizons sur les femmes « flamboyantes à la truelle » tout au long de l'histoire de l'archéologie et de la géologie,.

## Voir également
- Santé mentale